# Здзерчизна
Здзерчизна (пол. Zdzierczyzna) — село в Польщі, у гміні Сокольники Верушовського повіту Лодзинського воєводства.
Населення — 216 осіб (2011).
У 1975-1998 роках село належало до Каліського воєводства.

## Демографія
Демографічна структура станом на 31 березня 2011 року:
|          | Загалом | Допрацездатний вік | Працездатний вік | Постпрацездатний вік |
| -------- | ------- | ------------------ | ---------------- | -------------------- |
| Чоловіки | 102     | 22                 | 69               | 11                   |
| Жінки    | 114     | 29                 | 60               | 25                   |
| Разом    | 216     | 51                 | 129              | 36                   |